# D. R. Wijewardena
Pour les articles homonymes, voir Wijewardena.
Don Richard Wijewardena (singhalais : දොන් රිච්ඩ් විජෙවර්ධන) (23 février 1886 - 13 juin 1950) est un propriétaire de médias de Ceylan (maintenant Sri Lanka). Entrepreneur prospère, il créer la Associated Newspapers of Ceylon Limited (en) et son action participe au mouvement indépendantiste de Ceylan vis-à-vis le pouvoir britannique.

## Biographie

### Premières années
Troisième fils d'une famille de sept garçons et deux filles, Wijewardena naît de Don Philip Wikewardene qui est Muhandiram (en) et marchand de bois à Colombo et de Helena Weerasinghe. Perdant son père à un jeune âge, il est élevé par sa mère. Ses frères son Don Philip Alexander, Don Lewis, Don Charles, Don Edmund, Don Albert, ainsi que Don Walter et ses sœurs sont Harriot qui épouse le Dr Arthur Seneviratne et Agnes Helen qui épouse le juge Eugene Wilfred Jayewardene (en).

### Éducation
Wijewardena fait ses études primaires à l'école Sedavatta et au S. Thomas' College (en) de Mutwal (en),,.
Ensuite, il se rend au college Peterhouse de l'université Cambridge. Sur place, il développe son intérêt pour la politique et rencontre des personnalités indiennes dont Lala Lajpat Rai et Gopal Krishna Gokhale. Après avoir réussi un Bachelor of Arts et un Bachelor of Laws, il devient barrister de l'Inner Temple.

### Carrière
Revenant au Ceylan britannique en 1912, il prête serment pour devenir avocat auprès de la Cour suprême de Ceylan et ensuite pratiquer dans le quartier de Hulftsdorp (en) de Colombo en tant qu'avocat du Unofficial Bar (en). Jeune avocat, Wijewardena joue un rôle dans les mouvements locaux réclamant des changements constitutionnels. En 1913, il est élu secrétaire du Ceylon National Congress (en) et marque son entrée officielle en politique. Avec le président du parti, James Peiris, ils militent pour une réforme constitutionnelle et pour l'autonomie. Il devient co-secrétaire de la Ceylon Reform League avec W. A. de Silva (en) lors de sa création par Ponnambalam Arunachalam en 1917.
Volontaire en 1913, il est second-lieutenant dans l’infantrie légère de Ceylan (en). Mobilisé lors de la Première Guerre mondiale, il sert comme lieutenant jusqu'à sa démission en 1917 en raison d'une réprimande de son commandement lui reprochant d'avoir invité O. C. Tillekeratne (en), conseil législatif, à un diner dans le mess de Echelon Barracks (en).
En 1915, il prend part au procès de Basnayaka Nilame à la suite des émeutes cingalaises-musulmanes de 1915 (en).

### Propriétaire de média
Héritant de plusieurs propriétés et territoires de sa famille, il quitte la pratique du droit pour faire l'acquisition du journal singhalais Dinamina (en) avec son frère, D. C. Wijewardena. Par la suite, il achète à Ponnambalam Arunachalam le quotidien anglais The Ceylonese au coût de 16 000 Rs et rembourse sa dette de 5 000 Rs à F. R. Senanayake (en). Renommé Ceylon Daily News, le quotidien devient le premier de l'île grâce à l'augmentation du tirage et par la qualité de son contenu et de son impression. Par la suite, il achète son principal concurrent, le Ceylon Independent et ensuite le journal tamoul Thinakaran (en). En 1923, The Observer (en) passe sous son contrôle pour la somme de 100 000 Rs.
En 1926, l'ensemble des titres sont consolidés dans l'Associated Newspapers of Ceylon Limited (en) (ANCL).

### Mouvement indépendantiste

D.R.Wijewardena et un autre combattant de la liberté sri-lankais, E.W.Perera, ont réussi à retracer la bannière du dernier roi du Sri Lanka. Il est ensuite devenu le drapeau du Dominion de Ceylan.

D. R. Wijewardena et E. W. Perera retracent l'emplacement de la bannière du dernier roi du royaume de Kandy, Sri Vikrama Rajasinghe, dans l'Hôpital royal de Chelsea où elle était conservée depuis la reddition du royaume face au Royaume-Uni en 1815. La bannière retrouvée devient le drapeau du Dominion de Ceylan jusqu'à son indépendance en 1948.

## Famille
En 1916, il épouse Alice Gertrude Ruby Meedeniya, fille de J. H. Meedeniya (en). La famille s'installe dans Richmand House. Il achète et développe ensuite Arcadia (en) à Diyatalawa.
Sa fille Nalini épouse Esmond Wickremesinghe et donne naissance à Ranil Wickremesinghe, premier ministre à quatre reprises, ainsi que président du pays. Son beau-frère, Alexander Francis Molamure sera le premier président du Conseil d'État. Son neveu, J. R. Jayewardene, sera également premier ministre et président du pays.

## Héritage
L'Associated Newspapers of Ceylon Limited (en) joue un rôle majeur durant la période pré et post indépendance ayant une influence majeure sur le pouvoir médiatique au Sri Lanka. Ceci conduit le gouvernement à en prendre le contrôle en 1973 avec l'adoption de la Associated Newspapers of Ceylon Limited (Special Provisions) Law No. 28.
Ardent défenseur de la création d'une université à Ceylan, il est l'un des fondateurs de l'université de Ceylan (en) et l'un de ces pavillons est nommé Wijewardena Hall en son honneur.
La McCallum Road de Colombo est aussi renommé D.R. Wijewardena Mawatha en son honneur.